# Grup Lie simplu
În matematică, un grup Lie simplu este un grup Lie neabelian conex G care nu are subgrupuri normale conexe netriviale. Lista grupurilor Lie simple poate fi folosită pentru a defini lista algebrelor Lie simple și a spațiilor simetrice riemanniene.
Împreună cu grupul comutativ Lie al numerelor reale, {\displaystyle \mathbb {R} } și cel al numerelor complexe cu modulul 1, U(1) (cercul unitate), grupurile Lie simple dau „blocurile” care alcătuiesc toate grupurile Lie (finite dimensional) conexe prin operația de extensie de grup. Multe grupuri Lie întâlnite frecvent sunt fie simple, fie „aproape” de a fi simple: de exemplu, așa-numitul „grup liniar special” SL(n) al matricilor n × n cu determinantul egal cu 1 este simplu pentru toți n > 1.
Grupurile Lie simple au fost clasificate pentru prima oară de Wilhelm Killing și perfecționate mai târziu de Élie Cartan. Această clasificare este adesea denumită clasificarea Killing–Cartan.

## Definiție
Din păcate, nu există o definiție universal acceptată a unui grup Lie simplu. În particular, nu este întotdeauna definit drept un grup Lie care este simplu ca grup abstract. Autorii diferă dacă un grup simplu de Lie trebuie să fie conex sau dacă este permis să aibă un centru netrivial, sau dacă ℝ este un grup de Lie simplu.
Cea mai comună definiție este că un grup Lie este simplu dacă este conex, neabelian și fiecare subgrup normal conex închis este fie elementul neutru, fie întregul grup. În particular, grupurilor simple li se permite să aibă un centru netrivial, dar ℝ nu este simplu.
În acest articol sunt enumerate grupurile Lie simple conexe cu centru trivial. Odată ce acestea sunt cunoscute, cele cu centru netrivial sunt ușor de enumerat după cum urmează. Orice grup Lie simplu cu centru trivial are o acoperire universală al cărui centru este grupul fundamental al grupului Lie simplu. Grupurile Lie simple corespunzătoare cu centru netrivial pot fi obținute ca fracțiuni ale acestei acoperiri universale de către un subgrup al centrului.

### Alternative
O definiție echivalentă a unui grup Lie simplu rezultă din corespondența Lie: Un grup Lie conex este simplu dacă algebra sa Lie este simplă. Un aspect important este că un grup Lie simplu poate conține subgrupuri normale discrete, prin urmare, fiind un grup Lie simplu este diferit de a fi simplu ca grup abstract.
Grupurile Lie simple includ multe grupuri Lie clasice, care oferă o bază teoretică de grup pentru geometria sferică, geometria proiectivă și geometrii conexe în sensul programului Erlangen al lui Felix Klein. A apărut în cursul clasificării grupurilor Lie simple că există și mai multe grupuri excepționale, care nu corespund unei geometrii familiare. Aceste grupuri excepționale dau multe exemple și configurații particulare în alte ramuri ale matematicii, precum și în fizica teoretică contemporană.
Drept contraexemplu, grupul liniar general nu este nici simplu, nici semisimplu. Acest lucru se datorează faptului că multiplii identității formează un subgrup normal netrivial, contrazicând astfel definiția. În mod echivalent, algebra Lie corespunzătoare are o formă Killing degenerată, deoarece multipli ai identității se aplică la elementul zero al algebrei. Astfel, algebra Lie corespunzătoare nu este nici simplă, nici semisimplă. Alte contraexemple sunt grupurile ortogonale speciale din dimensiuni pare. Acestea au matricea {\displaystyle -I} în centru, iar acest element este legat prin cale de elementul neutru, astfel încât aceste grupuri contrazic definiția. Ambele sunt grupuri reductive.

## Idei conexe

### Algebre Lie simple
Algebra Lie a unui grup Lie simplu este o algebră Lie simplă. Aceasta este o corespondență biunivocă între grupurile Lie simple conexe cu centru trivial și algebrele Lie simple de dimensiuni mai mari ca 1. (Poziția diferiților autori diferă în privința faptului dacă ar trebui ca algebra Lie unidimensională să fie considerată ca fiind simplă.)
Pe numerele complexe, algebrele Lie semisimple sunt clasificate după diagrama Dynkin ca fiind  de tipurile „ABCDEFG”. Dacă L este o algebră Lie simplă, prin trecerea la numere complexe ea devine algebră Lie complexă simplă, cu excepția cazului în care L este deja o algebră Lie complexă, caz în care trecerea la complex a lui L este un produs de două L. Aceasta reduce problema clasificării algebrelor Lie simple reale la cea a găsirii tuturor formelor reale ale fiecărei algebre Lie complexe simple (adică, algebre Lie reale ale căror treceri la complex sunt algebra Lie complexă dată). Există întotdeauna cel puțin 2 astfel de forme: o formă divizată și o formă compactă, și de obicei există și alte câteva. Diferitele forme reale corespund claselor de automorfisme de ordin cel mult 2 din algebra Lie complexă.

### Spații simetrice
Spațiile simetrice sunt clasificate după cum urmează.
În primul rând, acoperirea universală a unui spațiu simetric este și ea simetrică, deci se poate reduce la cazul spațiilor simetrice simplu conexe. (De exemplu, acoperirea universală a unui plan proiectiv real este o sferă.)
În al doilea rând, produsul unor spații simetrice este simetric, deci la fel de bine se pot clasifica doar cele ireductibile simplu conexe (unde ireductibile înseamnă că nu pot fi exprimate printr-un produs al unor spații simetrice mai mici).
Spațiile simetrice simplu conexe ireductibile sunt cazurile normale și exact două spații simetrice corespund fiecărui grup Lie simplu necompact, G, unul compact și altul necompact. Cel necompact este o acoperire a părții lui G de un subgrup compact maxim H, iar cel compact este o acoperire a părții formei compacte a G de același subgrup H. Această dualitate între spațiile simetrice compacte și necompacte este o generalizare a binecunoscutei dualități dintre geometria sferică și hiperbolică.

### Spații simetrice hermitice
Un spațiu simetric cu o structură complexă compatibilă se numește spațiu hermitic. Spațiile simetrice hermitice ireductibile simplu conexe compacte se încadrează în 4 familii infinite, cu 2 excepționale rămase pe de lături, și fiecare are un dual necompact. În plus, planul complex este și el un spațiu simetric hermitic; acestea oferă lista completă a spațiilor simetrice hermitice ireductibile.
Cele patru familii sunt tipurile A III, B I and D I for p = 2, D III și C I, iar cele două excepționale sunt tipurile E III și E VII cu dimensiunile complexe 16 și 27.

### Notații
{\displaystyle \mathbb {R,C,H,O} }  sunt notațiile folosite pentru numere reale, numere complexe, cuaternioni și octonioni.
În simbolurile precum E6−26  pentru grupurile excepționale, exponentul −26 este semnătura unei forme biliniare simetrice invariante care este definită negativ pe subgrupul compact maxim. Este egală cu dimensiunea grupului minus de două ori dimensiunea unui subgrup compact maxim.
Grupul fundamental enumerat în tabelul de mai jos este grupul fundamental al grupului simplu cu centru trivial. Alte grupuri simple cu aceeași algebră Lie corespund subgrupurilor acestui grup fundamental.

## Clasificare
Grupurile Lie simple sunt complet clasificate. De obicei clasificarea se face în mai mulți pași, și anume:
- Clasificarea algebrelor Lie complexe simple. Clasificarea algebrelor Lie simple pe numerele complexe prin diagramele Dynkin.
- Clasificarea algebrelor Lie simple reale. Fiecare algebră Lie complexă simplă are mai multe forme reale, clasificate după simbolurile suplimentare ale diagramelor sale Dynkin numite diagrame Satake, după Ichirô Satake.
- Clasificarea grupurilor Lie simple fără centru. Pentru fiecare algebră Lie simplă (reală sau complexă) {\displaystyle {\mathfrak {g}}}, există un grup Lie simplu „fără centru” unic {\displaystyle G} a cărui algebră de Lie este {\displaystyle {\mathfrak {g}}} și care are un centru trivial.
- Clasificarea grupurilor Lie simple. Se poate arăta că grupul fundamental al oricărui grup Lie este un grup comutativ discret. Fiind dat un subgrup (netrivial) {\displaystyle K\subset \pi _{1}(G)} al grupului fundamental al unor grupuri Lie {\displaystyle G}, se poate folosi teoria spațiilor de acoperire pentru a construi un nou grup {\displaystyle {\tilde {G}}^{K}} cu {\displaystyle K} în centrul său. Acum orice grup Lie (real sau complex) poate fi obținut prin aplicarea acestei construcții grupurilor de Lie fără centru. De reținut că grupurile Lie reale obținute în acest mod ar putea să nu fie forme reale ale vreunui grup complex. Un exemplu foarte important al unui astfel de grup real este grupul metaplectic, care apare în teoria reprezentării infinit-dimensionale și fizică. Când se ia pentru {\displaystyle K\subset \pi _{1}(G)} întregul grup fundamental, grupul Lie rezultat {\displaystyle {\tilde {G}}^{K=\pi _{1}(G)}} este acoperirea universală al grupului Lie fără centru {\displaystyle G} și este simplu conex. În particular, fiecare algebră Lie (reală sau complexă) corespunde, de asemenea, unui grup Lie {\displaystyle {\tilde {G}}} cu algebra sa Lie, numit „grupul Lie simplu conex” asociat cu {\displaystyle {\mathfrak {g}}.}

### Grupuri Lie compacte

Diagrame Dynkin

Fiecare algebră Lie complexă simplă are o formă reală unică al cărei grup Lie corespunzător fără centru este compact. Se pare că în aceste cazuri grupul Lie simplu conex este de asemenea compact. Grupurile Lie compacte au o teorie de reprezentare deosebit de tratabilă datorită teoremei Peter–Weyl. Ca și algebrele Lie complexe simple, grupurile Lie compacte fără centru sunt clasificate prin diagramele Dynkin (clasificate mai întâi de Wilhelm Killing și Élie Cartan).
Pentru seria infinită (A, B, C, D) de diagrame Dynkin, grupul Lie compact simplu conex asociat fiecărei diagrame Dynkin poate fi descris explicit ca un grup matricial, cu grupul Lie compact fără centru corespunzător descris drept coeficientul unui subgrup de matrici scalare.

## Prezentare generală a clasificării
Ar are ca grup compact simplu conex asociat grupul unitar special SU(r + 1) și ca grupul său compact fără centru asociat grupul unitar proiectiv PU(r + 1).
Br are ca grupuri compacte fără centru asociate grupurile ortogonale speciale impare SO(2r + 1). Acest grup nu este simplu conex: acoperirea sa universală (dublă) este grupul spinorial. 
Cr are ca grup simplu conex asociat grupul simplectic al matricilor unitate Sp(r) și ca grupul fără centru asociat grupul Lie PSp(r) = Sp(r)/{I, −I} 
a matricilor simplectice unitate proiective. Grupurile simplectice au o acoperire dublă de către grupul metaplectic.
Dr are ca grup compact asociat grupul ortogonal special par SO(2r) și ca grup compact fără centru asociat grupul ortogonal special proiectiv PSO(2r) = SO(2r)/{I, −I}. Ca și la seria B, SO(2r) nu este  simplu conex; acoperirea sa universală este tot grupul spinorial, dar acesta are centru.
Diagrama D2 are două noduri izolate, la fel ca A1 ∪ A1, iar această coincidență corespunde cu omomorfismul aplicației de acoperire din SU(2) × SU(2) to SO(4) dat de înmulțirea cuaternionilor. Astfel SO(4) nu este un grup simplu. De asemenea, diagrama D3 este aceeași cu cea a A3, corespunzătoare unui homomorfism al aplicației de acoperire de la SU(4) la SO(6).
Pe lângă cele patru familii Ai, Bi, Ci și Di de mai sus, există cinci așa-numite diagrame excepționale Dynkin G2, F4, E6, E7 și E8; aceste diagrame excepționale Dynkin au și ele asociate grupuri compacte fără centru simplu conexe. Grupurile asociate familiilor excepționale sunt mai dificil de descris decât cele asociate familiilor infinite, în mare parte deoarece descrierile lor folosesc obiecte excepționale. De exemplu, grupul asociat cu G2 este grupul de automorfisme al octonionilor, iar grupul asociat cu F4 este grupul de automorfisme al unei anumite algebre Albert.

## Lista

### Abelian
|             | Dimensiune | Grupul de automorfisme exterior | Dimensiunea spațiului simetric | Spațiul simetric |
| ----------- | ---------- | ------------------------------- | ------------------------------ | ---------------- |
| ℝ (abelian) | 1          | ℝ∗                              | 1                              | ℝ                |

Notă
Grupul ℝ nu este „simplu” ca grup abstract și, conform majorității (dar nu ale tuturor) definițiilor, acesta nu este un grup Lie simplu. Mai mult, majoritatea autorilor nu consideră algebra sa Lie ca o algebră Lie simplă. Este listat aici, astfel încât lista „spațiilor simetrice simplu conexe ireductibile” este completă. De reținut că ℝ este singurul astfel de spațiu simetric necompact fără un dual compact (deși are un coeficient compact S1).

### Compacte
|                    | Dimensiune | Rangul real | Grup fundamental                      | Grupul de automorfisme exterior | Alte nume                                                              | Observații |
| ------------------ | ---------- | ----------- | ------------------------------------- | ------------------------------- | ---------------------------------------------------------------------- | --- |
| An (n ≥ 1) compact | n(n + 2)   | 0           | Ciclic, ordinul n + 1                 | 1 dacă n = 1, 2 dacă n > 1.     | grupul unitar special proiectiv PSU(n + 1)                             | A1 este același cu B1 și C1                                                                                   |
| Bn (n ≥ 2) compact | n(2n + 1)  | 0           | 2                                     | 1                               | grupul ortogonal special SO2n+1(R)                                     | B1 este același cu A1 și C1. B2 este același cu C2.                                                           |
| Cn (n ≥ 3) compact | n(2n + 1)  | 0           | 2                                     | 1                               | grupul simplectic compact proiectiv PSp(n), PSp(2n), PUSp(n), PUSp(2n) | Hermitic. Structuri complexe din Hn. Copii ale spațiului proiectiv complex în spațiul proiectiv cuaternionic. |
| Dn (n ≥ 4) compact | n(2n − 1)  | 0           | Ordinul 4 (ciclic când n este impar). | 2 dacă n > 4, S3 dacă n = 4     | grupul ortogonal special projectiv PSO2n(R)                            | D3 este același cu A3, D2 este același cu A12, D1 este abelian.                                               |
| E6−78 compact      | 78         | 0           | 3                                     | 2                               |                                                                        | |
| E7−133 compact     | 133        | 0           | 2                                     | 1                               |                                                                        | |
| E8−248 compact     | 248        | 0           | 1                                     | 1                               |                                                                        | |
| F4−52 compact      | 52         | 0           | 1                                     | 1                               |                                                                        | |
| G2−14 compact      | 14         | 0           | 1                                     | 1                               |                                                                        | Acesta este automorfismul de grup al algebrei Cayley.                                                         |

### Divizate
|                      | Dimensiune | Rang real | Subgrup compact maxim | Grup fundamental                         | Grupul de automorfisme exterior | Alte nume                                                                  | Dimensiunea spațiului simetric | Spațiul simetric compact                                                                                      | Spațiul simetric necompact | Observații                                                      |
| -------------------- | ---------- | --------- | --------------------- | ---------------------------------------- | ------------------------------- | -------------------------------------------------------------------------- | ------------------------------ | --- | --- | --------------------------------------------------------------- |
| An I (n ≥ 1) divizat | n(n + 2)   | n         | Dn/2 sau B(n−1)/2     | Ciclic infinit dacă n = 1 2 dacă n ≥ 2   | 1 dacă n = 1 2 dacă n ≥ 2.      | grupul liniar special proiectiv PSLn+1(R)                                  | n(n + 3)/2                     | Structuri reale din Cn+1 sau set al RPn în CPn. Hermitic dacă n = 1, caz în care este 2-sfera.                | Structuri euclidiene pe Rn+1. Hermitic dacă n = 1, când este jumătatea superioară a planului sau discul complex unitate.                                                   |                                                                 |
| Bn I (n ≥ 2) divizat | n(2n + 1)  | n         | SO(n)SO(n+1)          | Neciclic, ordinul 4                      | 1                               | Element neutru al grupului ortogonal special SO(n,n+1)                     | n(n + 1)                       | | | B1 este același cu A1.                                          |
| Cn I (n ≥ 3) divizat | n(2n + 1)  | n         | An−1S1                | Ciclic infinit                           | 1                               | grupul simplectic proiectiv PSp2n(R), PSp(2n,R), PSp(2n), PSp(n,R), PSp(n) | n(n + 1)                       | Hermitic. Structuri complexe din Hn. Copii ale spațiului proiectiv complex în spațiul proiectiv cuaternionic. | Hermitic. Structuri complexe pe R2n compatibil cu o formă simplectică. Set de spații hiperbolice complexe în spațiul hiperbolic cuaternionic. Semispațiul superior Siegel. | C2 este același cu B2 și C1 este același cu B1 și A1.           |
| Dn I (n ≥ 4) divizat | n(2n - 1)  | n         | SO(n)SO(n)            | Ordinul 4 pentru n impar, 8 pentru n par | 2 dacă n > 4, S3 dacă n = 4     | Element neutru al grupului ortogonal special proiectiv PSO(n,n)            | n2                             | | | D3 este același cu A3, D2 este același cu A12, D1 este abelian. |
| E6 I divizat         | 78         | 6         | C4                    | Ordinul 2                                | Ordinul 2                       | E I                                                                        | 42                             | | |                                                                 |
| E7 V divizat         | 133        | 7         | A7                    | Ciclic, ordinul 4                        | Ordinul 2                       |                                                                            | 70                             | | |                                                                 |
| E8 VIII divizat      | 248        | 8         | D8                    | 2                                        | 1                               | E VIII                                                                     | 128                            | | | @ E8                                                            |
| F4 I divizat         | 52         | 4         | C3 × A1               | Ordinul 2                                | 1                               | F I                                                                        | 28                             | Planuri proiective cuaternionice în planul proiectiv Cayley.                                                  | Planuri proiective cuaternionice hiperbolice în planul proiectiv Cayley hiperbolic.                                                                                        |                                                                 |
| G2 I divizat         | 14         | 2         | A1 × A1               | Ordinul 2                                | 1                               | G I                                                                        | 8                              | Subalgebrele cuaternionice ale algebrei Cayley. Varietate cuaternionică Kähler.                               | Subalgebrele cuaternionice nedivizate ale algebrei Cayley nedivizate. Varietate cuaternionică Kähler.                                                                      |                                                                 |

### Altele
|                                          | Dimensiune       | Rang real | Subgrup compact maxim | Grup fundamental    | Grupul de automorfisme exterior | Alte nume       | Dimensiunea spațiului simetric | Spațiul simetric compact | Spațiul simetric necompact | Observații                                           |
| ---------------------------------------- | ---------------- | --------- | --------------------- | ------------------- | ------------------------------- | --------------- | ------------------------------ | --- | --- | ---------------------------------------------------- |
| A2n−1 II (n ≥ 2)                         | (2n − 1)(2n + 1) | n − 1     | Cn                    | Ordinul 2           |                                 | SLn(H), SU∗(2n) | (n − 1)(2n + 1)                | Structuri cuaternionice pe C2n compatibile cu structura hermitică                                                                       | Copii ale spațiului hiperbolic cuaternionic (de dimensiune n − 1) în spațiul hiperbolic complex (de dimensiune 2n − 1).                                  |                                                      |
| An III (n ≥ 1) p + q = n + 1 (1 ≤ p ≤ q) | n(n + 2)         | p         | Ap−1Aq−1S1            |                     |                                 | SU(p,q), A III  | 2pq                            | Hermitic. Grassmannian al p subspațiilor pe Cp+q. Dacă p sau q este 2, cuaternion Kähler                                                | Hermitic. Grassmannian al subspatiilor definite pozitive maxime ale Cp,q. Dacă p sau q este 2, cuaternion Kähler                                         | Dacă p=q=1, divizat Dacă \| p−q \| ≤ 1, cvasidivizat |
| Bn I (n > 1) p+q = 2n+1                  | n(2n + 1)        | min(p,q)  | SO(p)SO(q)            |                     |                                 | SO(p,q)         | pq                             | Grassmannian al Rp în Rp+q. Dacă p sau q este 1, spațiu proiectiv Dacă p sau q este 2, hermitic Dacă p sau q este 4, cuaternion Kähler  | Grassmannian al Rp pozitiv definite în Rp,q. Dacă p sau q este 1, spațiu hiperbolic Dacă p sau q este 2, hermitic Dacă p sau q este 4, cuaternion Kähler | Dacă \| p−q \| ≤ 1, divizat.                         |
| Cn II (n > 2) n = p+q (1 ≤ p ≤ q)        | n(2n + 1)        | min(p,q)  | CpCq                  | Ordinul 2           | 1 dacă p ≠ q, 2 dacă p = q.     | Sp2p,2q(R)      | 4pq                            | Grassmannian al Hps în Hp+q. Dacă p sau q este 1, spațiu proiectiv cuaternionic, caz în care este cuaternion Kähler.                    | Hp în Hp,q. Dacă p sau q este 1, spațiu hiperbolic cuaternionic, caz în care este cuaternion Kähler.                                                     |                                                      |
| Dn I (n ≥ 4) p+q = 2n                    | n(2n − 1)        | min(p,q)  | SO(p)SO(q)            |                     | dacă p and q ≥ 3, ordinul 8.    | SO(p,q)         | pq                             | Grassmannian al Rps în Rp+q. Dacă p sau q este 1, spațiu proiectiv Dacă p sau q este 2, hermitic Dacă p sau q este 4, cuaternion Kähler | Grassmannian al Rp definit pozitiv în Rp,q. Dacă p sau q este 1, spațiu hiperbolic Dacă p sau q este 2, hermitic Dacă p sau q este 4, cuaternion Kähler  | Dacă p = q, divizat Dacă \| p−q \| ≤ 2, cvasidivizat |
| Dn III (n ≥ 4)                           | n(2n − 1)        | ⌊n/2⌋     | An−1R1                | Ciclic infinit      | Ordinul 2                       | SO*(2n)         | n(n − 1)                       | Hermitic. Structuri complexe pe R2n compatibile cu structura euclidiană.                                                                | Hermitic. Forme pătratice cuaternionice pe R2n. |                                                      |
| E62 II (cvasidivizat)                    | 78               | 4         | A5A1                  | Ciclic, ordinul 6   | Ordinul 2                       | E II            | 40                             | Cuaternion Kähler. | Cuaternion Kähler. | Cvasidivizat dar nedivizat.                          |
| E6−14 III                                | 78               | 2         | D5S1                  | Ciclic infinit      | Trivial                         | E III           | 32                             | Hermitic. Plan proiectiv eliptic Rosenfeld peste numerele Cayley trecute în complex.                                                    | Hermitic. Plan proiectiv hiperbolic Rosenfeld peste numerele Cayley trecute în complex.                                                                  |                                                      |
| E6−26 IV                                 | 78               | 2         | F4                    | Trivial             | Ordinul 2                       | E IV            | 26                             | Set de plane proiective Cayley în planul proiectiv peste numerele Cayley trecute în complex.                                            | Set de plane proiective Cayley în planul hiperbolic peste numerele Cayley trecute în complex.                                                            |                                                      |
| E7−5 VI                                  | 133              | 4         | D6A1                  | Neciclic, ordinul 4 | Trivial                         | E VI            | 64                             | Cuaternion Kähler. | Cuaternion Kähler. |                                                      |
| E7−25 VII                                | 133              | 3         | E6S1                  | Ciclic infinit      | Ordinul 2                       | E VII           | 54                             | Hermitic. | Hermitic. |                                                      |
| E8−24 IX                                 | 248              | 4         | E7 × A1               | Ordinul 2           | 1                               | E IX            | 112                            | Cuaternion Kähler. | Cuaternion Kähler. |                                                      |
| F4−20 II                                 | 52               | 1         | B4 (Spin9(R))         | Ordinul 2           | 1                               | F II            | 16                             | Planul proiectiv Cayley. Cuaternion Kähler.                                                                                             | Planul proiectiv Cayley hiperbolic. Cuaternion Kähler.                                                                                                   |                                                      |

## Grupuri Lie simple din dimensiuni mici
Următorul tabel listează câteva grupuri Lie cu algebre Lie simple din dimensiuni mici. Grupurile de pe o linie dată au toate aceeași algebră Lie. În cazul dimensiunii 1, grupurile sunt abeliene, nu simple.
| Dim | Grupuri                                     |                                      | Spațiu simetric                                                   | Dual compact                                | Rang | Dim |
| --- | ------------------------------------------- | ------------------------------------ | ----------------------------------------------------------------- | ------------------------------------------- | ---- | --- |
| 1   | ℝ, S1 = U(1) = SO2(ℝ) = Spin(2)             | Abelian                              | Linie reală                                                       |                                             | 0    | 1   |
| 3   | S3 = Sp(1) = SU(2)=Spin(3), SO3(ℝ) = PSU(2) | Compact                              |                                                                   |                                             |      |     |
| 3   | SL2(ℝ) = Sp2(ℝ), SO2,1(ℝ)                   | Divizat, hermitic, hiperbolic        | Planul hiperbolic ℍ2                                              | Sferă S2                                    | 1    | 2   |
| 6   | SL2(ℂ) = Sp2(ℂ), SO3,1(ℝ), SO3(ℂ)           | Complex                              | Spațiu hiperbolic ℍ3                                              | Sferă S3                                    | 1    | 3   |
| 8   | SL3(ℝ)                                      | Divizat                              | Structuri euclidiene pe ℝ3                                        | Structuri reale pe ℂ3                       | 2    | 5   |
| 8   | SU(3)                                       | Compact                              |                                                                   |                                             |      |     |
| 8   | SU(1,2)                                     | Hermitic, cvasidivizat, cuaternionic | Planul hiperbolic complex                                         | Planul proiectiv complex                    | 1    | 4   |
| 10  | Sp(2) = Spin(5), SO5(ℝ)                     | Compact                              |                                                                   |                                             |      |     |
| 10  | SO4,1(ℝ), Sp2,2(ℝ)                          | Hiperbolic, cuaternionic             | Spațiu hiperbolic ℍ4                                              | Sferă S4                                    | 1    | 4   |
| 10  | SO3,2(ℝ), Sp4(ℝ)                            | Divizat, hermitic                    | Semispațiu superior Siegel                                        | Structuri complexe pe ℍ2                    | 2    | 6   |
| 14  | G2                                          | Compact                              |                                                                   |                                             |      |     |
| 14  | G2                                          | Divizat, cuaternionic                | Subalgebrele cuaternionice nedivizate ale octoniunilor nedivizați | Subalgebrele cuaternionice ale octonionilor | 2    | 8   |
| 15  | SU(4) = Spin(6), SO6(ℝ)                     | Compact                              |                                                                   |                                             |      |     |
| 15  | SL4(ℝ), SO3,3(ℝ)                            | Divizat                              | ℝ3 in ℝ3,3                                                        | Grassmannian G(3,3)                         | 3    | 9   |
| 15  | SU(3,1)                                     | Hermitic                             | Spațiu hiperbolic complex Spațiu proiectiv complex                | 1                                           | 6    |     |
| 15  | SU(2,2), SO4,2(ℝ)                           | Hermitic, cvasidivizat, cuaternionic | ℝ2 în ℝ2,4                                                        | Grassmannian G(2,4)                         | 2    | 8   |
| 15  | SL2(ℍ), SO5,1(ℝ)                            | Hiperbolic                           | Spațiu hiperbolic ℍ5                                              | Sferă S5                                    | 1    | 5   |
| 16  | SL3(ℂ)                                      | Complex                              |                                                                   | SU(3)                                       | 2    | 8   |
| 20  | SO5(ℂ), Sp4(ℂ)                              | Complex                              |                                                                   | Spin5(ℝ)                                    | 2    | 10  |
| 21  | SO7(ℝ)                                      | Compact                              |                                                                   |                                             |      |     |
| 21  | SO6,1(ℝ)                                    | Hiperbolic                           | Spațiu hiperbolic ℍ6                                              | Sferă S6                                    |      |     |
| 21  | SO5,2(ℝ)                                    | Hermitic                             |                                                                   |                                             |      |     |
| 21  | SO4,3(ℝ)                                    | Divizat, cuaternionic                |                                                                   |                                             |      |     |
| 21  | Sp(3)                                       | Compact                              |                                                                   |                                             |      |     |
| 21  | Sp6(ℝ)                                      | Divizat, hermitic                    |                                                                   |                                             |      |     |
| 21  | Sp4,2(ℝ)                                    | Cuaternionic                         |                                                                   |                                             |      |     |
| 24  | SU(5)                                       | Compact                              |                                                                   |                                             |      |     |
| 24  | SL5(ℝ)                                      | Divizat                              |                                                                   |                                             |      |     |
| 24  | SU4,1                                       | Hermitic                             |                                                                   |                                             |      |     |
| 24  | SU3,2                                       | Hermitic, cuaternionic               |                                                                   |                                             |      |     |
| 28  | SO8(ℝ)                                      | Compact                              |                                                                   |                                             |      |     |
| 28  | SO7,1(ℝ)                                    | Hiperbolic                           | Spațiu hiperbolic ℍ7                                              | Sferă S7                                    |      |     |
| 28  | SO6,2(ℝ)                                    | Hermitic                             |                                                                   |                                             |      |     |
| 28  | SO5,3(ℝ)                                    | Cvasidivizat                         |                                                                   |                                             |      |     |
| 28  | SO4,4(ℝ)                                    | Divizat, cuaternionic                |                                                                   |                                             |      |     |
| 28  | SO∗8(ℝ)                                     | Hermitic                             |                                                                   |                                             |      |     |
| 28  | G2(ℂ)                                       | Complex                              |                                                                   |                                             |      |     |
| 30  | SL4(ℂ)                                      | Complex                              |                                                                   |                                             |      |     |

## Grupuri simplu înlănțuite
Un grup simplu înlănțuit este un grup Lie a cărui diagramă Dynkin conține doar legături simple (o singură muchie între noduri). Prin urmare toate rădăcinile nenule ale algebrei Lie corespunzătoare au aceeași lungime. Grupele din seriile A, D și E sunt simplu înlănțuite, dar grupurile de tip B, C, F, sau G nu sunt simplu înlănțuite (au cel puțin o muchie multiplă).